# C.J. Aiken
Pour les articles homonymes, voir Aiken.
C.J. Aiken, né le 27 septembre 1990 à Conshohocken en Pennsylvanie, est un joueur américain de basket-ball.